# Vári Attila (író)
Vári Attila (Sáromberke, 1946. március 3. – 2024. augusztus 9.)  erdélyi magyar költő, próza- és esszéíró.

## Élete
Marosvásárhelyen érettségizett a Bolyai Farkas Líceumban, a színművészeti főiskola, majd a kolozsvári tudományegyetem hallgatója volt, végül a bukaresti színművészeti főiskolán szerzett filmrendezői diplomát. 1968-ban a Brassói lapok munkatársa, majd a sepsiszentgyörgyi Megyei Tükör szerkesztője lett, 1970-től a Román Televízió magyar szerkesztőségében dolgozott. 1973-tól Sütő András lapjánál, az Új Élet szerkesztőségében dolgozott, 1978-tól szabadfoglalkozású író, 1981-ben Romániában megfosztották közlési jogától, könyveit kivonták a könyvtárakból, majd bezúzták őket.
1983-ban áttelepült Magyarországra, ahol a MAFILM rendezői irodájában dolgozott, később a Magyar Nemzet és a Film Színház Muzsika című periodika főmunkatársa, rövid ideig a MKH bank osztályvezetője, majd a Magyar Televízió osztályvezetőjeként, később főszerkesztőjeként működött. 2000–2002 között a Nemzeti Kulturális Örökség Minisztérium kabinetjében, majd 2002 január elsejétől nyugdíjazásáig kultúrdiplomata, a bukaresti Magyar Kulturális Központ intézeti titkára volt.
Novelláival a hatvanas évek közepén egyfajta csodagyerekként került be az irodalmi köztudatba. Költészetében az áttelepülés, az otthonteremtés gyötrelmei foglalkoztatták, prózájában a groteszk játékosság, az anekdotikus-humoros fikcióteremtés az uralkodó. Gyermekei Vári Kata és Vári Péter.

## Művei (válogatás)
- A véges nap (novellák), Irodalmi Könyvkiadó, Bukarest, 1967
- Casanova, A zongora árverése és más történetek (novellák), Kriterion, Bukarest, 1972
- Középkori villamosjegy, Lassított lónézés, valamint más történetek és elbeszélések; Dacia, Kolozsvár-Napoca, 1976
- Változatok ütő és védekező hangszerekre (versek), Kriterion, Bukarest, 1978
- Casanova, pian la licitatie si alte povestiri (román fordításban) Bukarest, 1978
- A virágmadarak hajnalban lehullnak (regény), Kriterion, Bukarest, 1980
- Lassított lónézés (novellák), Magvető, Budapest, 1985
- Volt egyszer egy város. Regény, 1969–1978; Szépirodalmi, Budapest, 1986
- Elsodort babaház (versek), Magvető, Budapest, 1987
- Holtak köve (novellák), Szépirodalmi, Budapest, 1987
- Kettőskereszt (novellák) Mentor, Marosvásárhely, 1996
- Cselédfarsang (regény), Palatinus, Budapest, 2001[2]
- Sztálinvárosi idill (novellák), Pallas-Akadémia, Csíkszereda, 2004
- Históriás ének a rendszerváltásra (versek), Pallas-Akadémia, Csíkszereda, 2005
- Vanília (regény), Mentor, Marosvásárhely, 2005
- Idegen ég (válogatott versek 1970–2004), Pallas-Akadémia, Csíkszereda, 2006
- Lepkeszárny (elbeszélések), Kortárs Könyvkiadó, Budapest, 2008
- Súrlott Grádics. Pletyka több fejezetben (regény) Mentor, Marosvásárhely, 2012
- Nappali holdfény. Klenódium (regény) Mentor, Marosvásárhely, 2013
- Álomkölcsönző. Novellák; Mentor, Marosvásárhely, 2014
- Volt egyszer egy város. Regény, 1969–1978; Hargita, Csíkszereda, 2014 (Székely könyvtár)
- Erdélyi legendák; Mentor, Marosvásárhely, 2014
- Széltörésben; Mentor Könyvek, Marosvásárhely, 2016
- Szomorú hold. Siralom a szászokért; Mentor Könyvek, Marosvásárhely, 2016[3]
- Fénylő magnóliák, avagy a látomások könyve; Mentor Könyvek, Koronka, 2018
- Tejüveg mozi; Kortárs, Budapest, 2020 (Kortárs próza)

## Díjai, kitüntetései
- A Romániai Írószövetség díja (1977, 1980)
- Artisjus-díj (1986)
- József Attila-díj (1989)
- Rendezői nívódíj (1993)
- A Magyar Köztársasági Érdemrend kiskeresztje (1997)
- Székelyföld-díj
- Prima díj (2018)[4]
- Kortárs irodalmi díj